# Günter Wallraff
Günter Wallraff (Burscheid, Districte de Rhein-Berg, 1 d'octubre de 1942) és un escriptor alemany i periodista encobert.

## Mètodes de recerca
Wallraff va guanyar en prominència gràcies als seus mètodes de recerca periodístics impactants i diversos llibres importants sobre les condicions de treball de les classes treballadores més desafavorides i sobre el periodisme tabloide. Aquest estil de recerca es basava sobretot en les experiències de reporter en subgrups d'investigació. Wallraff va construir una identitat fictícia per tal de no ser reconegut com a periodista. D'aquesta manera, va crear llibres que denunciaven el que es considerava com injustícies socials i que intentaven proporcionar als lectors noves idees de la manera com funcionava la societat.

## Treball encobert
Wallraff fou una de les primeres persones d'Alemanya a invocar el seu dret constitucional de no fer el servei militar armat. Malgrat aquesta negativa, Wallraff va ser forçat per servir temps un temps a la Bundeswehr.
El primer contacte de Wallraff amb el periodisme d'investigació fou el 1969 quan va publicar 13 unerwünschte Reportagen ("13 informes indesitjables") en què va experimentar actuant com a alcohòlic, sense sostre, i com a treballador en una fàbrica de productes químics.
Va viatjar a Grècia al maig de 1974 durant el temps de la dictadura militar de Ioannides. Mentre va ser a la Plaça de Sintagma, va protestar contra la violació dels drets humans. Va ser arrestat i torturat per la policia mentre expressament no portava damunt gaires papers que el poguessin identificar com a estranger. Després que la seva identitat va ser revelada, Wallraff va ser condemnat i sentenciat a 14 mesos a presó. Va ser alliberat a l'agost, després del final de la dictadura.
El 1977 Wallraff va treballar quatre mesos com a editor del tabloide Bild-Zeitung diari de Hanover, amb el nom de "Hans Esser". En els seus llibres Der Aufmacher (paronomàsia d'"Història d'Avantatge" i "el qui obre") i Zeugen der Anklage ("Testimonis per la Persecució") retrata les seves experiències en la redacció del diari i el periodisme que va trobar allà, i al mateix temps el menyspreu per la humanitat. El 1987 el periodista Hermann L. Gremliza Va reclamar que ell, més que Wallraff, és qui havia escrit personalment Der Aufmacher. El llibre també ha sigut la base pel film en llengua anglesa The Man Inside de 1990, en el qual hi actuà Jürgen Prochnow com a Wallraff.
Ganz unten ("Més baix del Baix") (1985) documentava com Wallraff planejava fer-se passar per un turc "Gastarbeiter", i confondre's en el rol per veure quin tracte rebia a mans d'empresaris, amos d'empresa i el govern alemany.
El 1986 li va ser atorgat el premi Laureate of the International Botev Prize.
El gener de 2003, Rússia va expulsar Wallraff i dos altres alemanys, el anterior ministre de treball pel CDU Norbert Blüm i Rupert Neudeck, de l'organització Cap Anamur, quan intentaven d'entrar al país per treballar en un article de drets humans sobre Chechnya.
El maig de 2007, Wallraff va anunciar que havia començat una altra feina encobert, aquesta vegada en un centre d'atenció telefònica alemany.
A la tardor de 2009, es va veure relacionat amb una històrica controvertida de treball encobert com a home negre, amb el que pretenia exposar el racisme latent o explícit. L'autora negra Noah Sow va criticar l'acció: "Ell (Wallraff) pretenia imitar les
minories oprimides i guanyar-ne diners, atenció i no pas respectant-les". Com a "blanc pintat" no podia haver recreat una experiència de negres real. Segons el Süddeutsche Zeitung, el mètode de Wallraff fins i tot podria ser considerat racista.
Les seves investigacions però han originat la creació del verb suec 'wallraffa' que significa "exposar males conductes des de dins per assumint un rol". La paraula és actualment inclosa en el diccionari Svenska Akademiens Ordlista.

## Respostes i repercussions

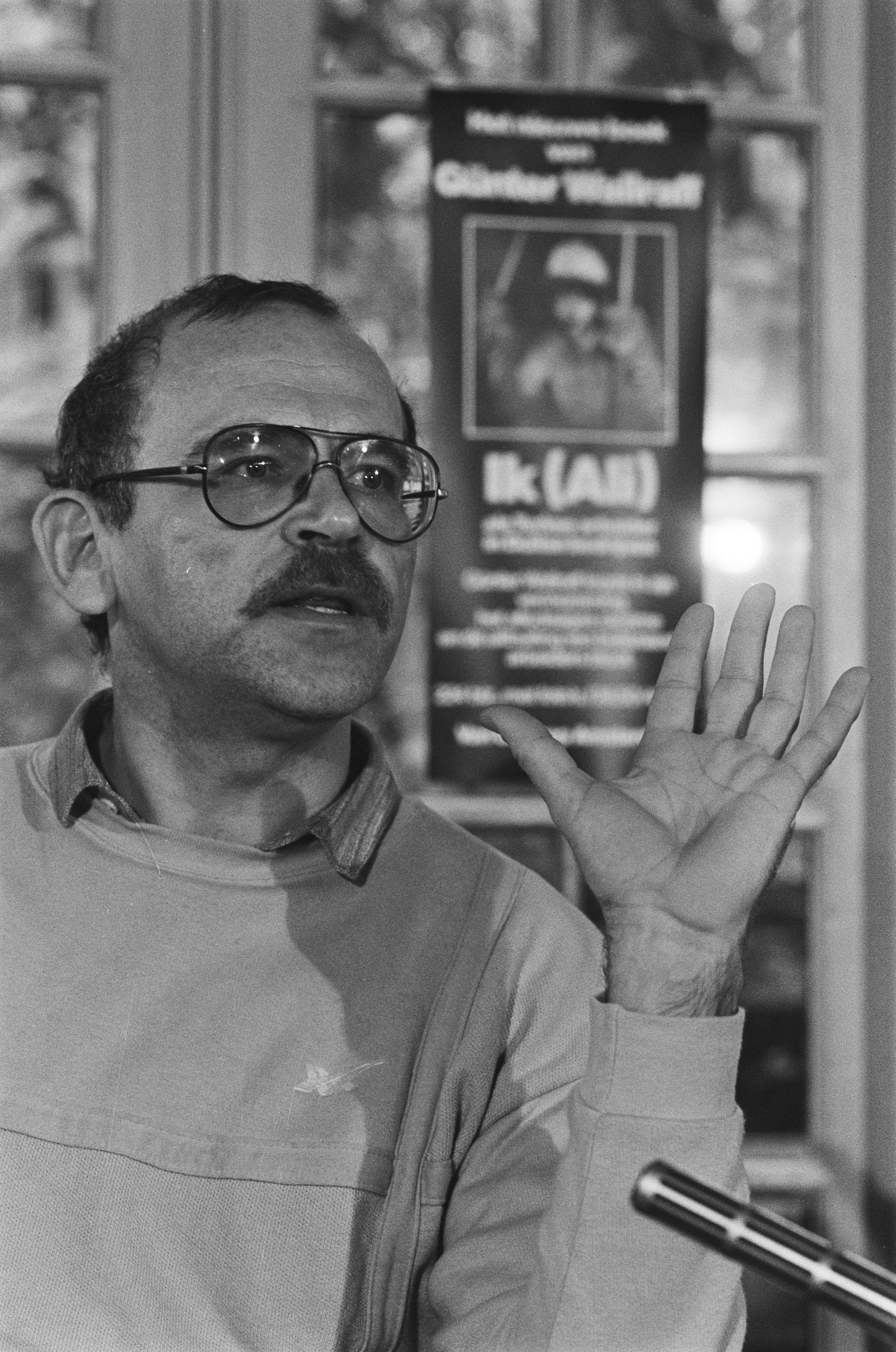
Wallraff el 1985

Wallraff ha estat fortament criticat per la finalitat que rep el seu estil d'investigació,
ja que acaba incomplint drets a la intimitat i revelant secrets de comerç. S'ha provat diverses vegades d'impedir legalment els mètodes d'investigació de Wallraff, però les seves accions eren finalment aprovades constitucionalment pels tribunals. Els tribunals han opinat sobre llibertat de la premsa i l'interès públic en àrees que concerneixen el dret a la formació d'opinió pública que afavoreixen les accions de Wallraff. En l'equilibri
entre la competència d'interessos dels principals afectats per les seves accions, s'ha determinat però que les seves converses privades, per exemple no fossin publicades.
Al setembre de 2003, les investigacions fetes sobre la Stasi Records Agency en els Rosenholz files sobre els treballadors de la Stasi, que d'alguna manera algú havia aconseguit posar en mans de la CIA; van donar com a resultat, que Wallraff va tenir connexions amb la Stasi durant els anys 60. Wallraff va respondre que ell mai va treballar activament per ells. El 17 de desembre de 2004, el tribunal del districte d'Hamburg va determinar que Wallraff que no podia ser descrit com a Inoffizieller Mitarbeiter o col·laborador de la Stasi (tal com havia estat anomenat sobretot per part de diaris de l'Axel Springer Verlag, editors de Bild) i que no hi havia cap prova de col·laboració que es pogués extreure dels documents que s'havien presentat.